# くよくよするなよ
「くよくよするなよ」（原題： Don't Think Twice, It's All Right）は、ボブ・ディランが1963年に発表した楽曲。ピーター・ポール&マリーが同年にヒットさせて以降、現在に至るまで非常に多くのアーティストにカバーされている。ディランの代表作の一つ。

## ボブ・ディランのバージョン
1962年6月、当時の恋人だったスーズ・ロトロはディランを置いてイタリアのペルージャに半年ほど留学。本作品はロトロの不在中に書かれた。メロディはトラディショナル・ソングの「Who's Gonna Buy Your Chickens When I'm Gone」に基づいている。
同年11月14日、ニューヨークのコロムビア・レコーディング・スタジオにおいて、ディラン自身によるスリー・フィンガー奏法のギターとハーモニカで録音された。1963年5月27日発売のセカンド・アルバム『フリーホイーリン・ボブ・ディラン』に収録された。同年8月13日、アルバムからシングルカットされた「風に吹かれて」のB面に収録された。なお『フリーホイーリン・ボブ・ディラン』はビルボード・トップ LP's チャートで22位、全英アルバム・チャートで1位を記録している。
別バージョンは以下のとおり。
- 1962年10月15日、ニューヨークのガスライト・カフェで行ったライブ。『Live at The Gaslight 1962』（2005年）に収録。
- 1963年3月に録音されたデモ。一般にウィットマーク・デモと呼ばれる。『ノー・ディレクション・ホーム:ザ・サウンドトラック』（2005年）、『ザ・ブートレッグ・シリーズ第9集：ザ・ウィットマーク・デモ』（2010年）などに収録。
- 1963年4月12日、ニューヨークのタウン・ホールで行われたライブ。『The 50th Anniversary Collection 1963』（2013年）に収録。
- 1963年10月26日、ニューヨークのカーネギー・ホールで行われたライブ。同上。
- 1964年10月31日、ニューヨークのフィルハーモニック・ホールで行われたライブ。『ザ・ブートレッグ・シリーズ第6集：アット・フィルハーモニック・ホール』に収録。
- 1974年2月13日～14日、ザ・バンドと共にロサンゼルスで行ったライブ。『偉大なる復活』（1974年）に収録。
- 1978年2月28日、3月1日 - 日本武道館で行ったライブ。『武道館』（1978年）に収録。

## ピーター・ポール&マリーのバージョン
1963年8月28日、ピーター・ポール&マリーは「風に吹かれて」に続く7枚目のシングルとして本作品を発表した。B面は「オータム・トゥ・メイ（Autumn to May）」。同年10月26日付のビルボード・Hot 100で9位を記録した。ビルボードのミドル・ロード・シングルズ・チャート（のちのイージーリスニング・チャート）においては2位を記録した。スタジオ・バージョンは全米アルバム・チャート1位を記録した3枚目のアルバム『In the Wind』に収録された。
ライブ・バージョンは日本で独自に発売された『イン・ジャパン』（1967年の公演）で聴くことができる。

## その他主なカバー・バージョン
1960年代
ボビー・ダーリン、ザ・シーカーズ、ジャッキー・デシャノン、ジョーン・バエズ、ブライアン・ハイランド、トリニ・ロペス、ジョニー・キャッシュ、シェール、ウェイロン・ジェニングス、オデッタ、フォー・シーズンズ、ホセ・フェリシアーノ、チャド&ジェレミー、ボビー・ゴールズボロ、ランブリン・ジャック・エリオット、ビリー・ポールなど。
1970年代
ブルック・ベントン、ヒューゴ・モンテネグロ、ジェリー・リード、エルヴィス・プレスリー、ピート・シーガー、アーロ・ガスリー、メラニー、ニック・ドレイクなど。
1980年代
エリック・クラプトン、スーザン・テデスキ、ドリー・パートン、ロリー・ギャラガー、マール・ハガード&ウィリー・ネルソン、ランディ・トラヴィス、高橋幸宏、など。
1990年代以降
キム・グァンソク（1995年）、ブライアン・フェリー（2002年）